# Marcus A. Coolidge

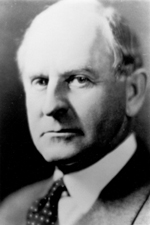
Marcus Allen Coolidge

Marcus Allen Coolidge, född 6 oktober 1865 i Westminster, Massachusetts, död 23 januari 1947 i Miami Beach, Florida, var en amerikansk demokratisk politiker. Han var ledamot av USA:s senat 1931–1937.
Han var 1916 borgmästare i Fitchburg, Massachusetts. USA:s president Woodrow Wilson skickade honom 1919 som Fredskommissionens sändebud till Polen. Coolidge fungerade 1920 som ordförande för delstaten Massachusetts demokratiska partikonvent. Efter ett mandatperiod i senaten kandiderade han inte till omval.
Coolidges grav finns på Mount Pleasant Cemetery i Westminster, Massachusetts.